# تانا (لاعب كرة قدم)
بيدرو تاناوسو دومينغيز بلاسيريس (بالإسبانية: Pedro Tanausú Domínguez Placeres)‏ (مواليد 20 سبتمبر 1990 - لاس بالماس دي غران كناريا ، إسبانيا)، يعرف عادةً باسم تانا، لاعب كرة قدم إسباني ، يلعب في مركزي المهاجم الثاني وخط الوسط الهجومي ، ويلعب حاليًا لنادي لاس بالماس الإسباني.

## روابط خارجية
- بيدرو تاناوسو دومينغيز على موقع قاعدة بيانات كرة القدم.إي يو (الإنجليزية)
- بيدرو تاناوسو دومينغيز على موقع Soccerbase.com (لاعب) (الإنجليزية)
- بيدرو تاناوسو دومينغيز على موقع Soccerway.com (الإنجليزية)
- بيدرو تاناوسو دومينغيز على موقع عالم كرة القدم.نت (الإنجليزية)
- بيدرو تاناوسو دومينغيز على موقع AS.com (الإسبانية)